# Ясень (Мазовецьке воєводство)
Ясень (пол. Jasień) — село в Польщі, у гміні Репки Соколовського повіту Мазовецького воєводства.
Населення — 51 особа (2011).
У 1975-1998 роках село належало до Седлецького воєводства.

## Демографія
Демографічна структура станом на 31 березня 2011 року:
|          | Загалом | Допрацездатний вік | Працездатний вік | Постпрацездатний вік |
| -------- | ------- | ------------------ | ---------------- | -------------------- |
| Чоловіки | 22      | 2                  | 17               | 3                    |
| Жінки    | 29      | 5                  | 13               | 11                   |
| Разом    | 51      | 7                  | 30               | 14                   |